# 大澤直樹
大沢 直樹（おおさわ なおき）は、日本のギタリスト、作曲家、編曲家。

## 略歴
北海道網走市出身。札幌学院大学、Hollywood Musicians Institute Guitar科卒業。ロックやブラジル音楽、ジャズ、フォークなどジャンルを問わず多方面で演奏活動をしている。大澤ギターレッスン主宰。
現在の活動の中心はファンクロックバンドの東部警察で、2枚のアルバムを発表している。ブラジル音楽（特にショーロ）のジャンルでは、choro azulに参加して3枚のアルバムを発表した後に脱退したが、その後、2006年にplutrioを結成して、ショーロにとどまらず叙情的なオリジナルを中心にしたアルバムを3枚発表している。
ロックでのエレクトリック・ギターと、アコースティック・ユニットでのアコースティック・ギターの両極端な演奏スタイルを特長とする。また、ウクレレを演奏することもある。
東京都立代々木高等学校契約講師を勤める他、一般の後進の指導にもあたっている。